# Venta Rapid
La Venta Rapid (lettone: Ventas rumba) è una cascata sul fiume Venta a Kuldīga, in Lettonia. È la cascata più ampia d'Europa con i suoi 249 metri di larghezza che aumentano fino a 275 metri durante le inondazioni primaverili. L'altezza delle cascate varia da 1,80 a 2,20 metri a seconda del livello dell'acqua nel fiume.

## Descrizione
La cascata è formata da dolomite devoniana e la sua formazione è dovuta alla differenza di durezza del minerale tra la parte inferiore e quella superiore. Sotto, è più fragile e si erode più velocemente, lasciando lo strato superiore sospeso sopra di esso. Queste parti superiori, più convesse, talvolta crollano e cadono nel fiume. Di conseguenza, la cascata si ritira lentamente e, poiché il flusso nella zona centrale è più potente, la parte centrale della cascata si ritira gradualmente più a monte rispetto ai lati.

## Storia
Nel XVII secolo il duca Jakob Kettler di Curlandia fece realizzare per la Venta Rapid un'attrezzatura per catturare il salmone. La cascata divenne nota come il luogo in cui "catturare il salmone dall'aria". Nel 1977 la Venta Rapid è stata dichiarata monumento naturale della Lettonia.